# Stand by Me (Lied)
Stand by Me ist ein Rhythm-&-Blues-Song von Ben E. King und dem Autorenteam Leiber/Stoller aus dem Jahr 1961. In Großbritannien wurde das Stück 1987 nach Wiederveröffentlichung im Rahmen eines Jeans-Werbespots zum Nummer-eins-Hit.

## Entstehung
Ben E. King war der ehemalige Lead-Tenor der Vokalgruppe Drifters, die er zugunsten einer Solokarriere verlassen hatte. Zusammen mit dem Orchester von Stanley Applebaum und der Besetzung Ernie Hayes (Piano), Al Caiola (Gitarre), Lloyd Trotman (Bass), Gary Chester (Schlagzeug), Phil Kraus (Perkussion) mit Elise Bretton, Lillian Clark und Myriam Workman als Hintergrundchor wurden am 27. März 1961 drei Titel in den New Yorker Bell Sound Recording Studios eingespielt, doch bis zum geplanten Ende der Session war noch eine halbe Stunde Zeit. Die Musikproduzenten Leiber/Stoller fragten King, ob er noch etwas spielen könnte, das in die Session einzubeziehen wäre. Er griff ein Stück auf, das die Drifters nicht aufnehmen wollten.
Auf Basis zweier Gospelsongs hatte King Stand by Me verfasst, worin die Zuverlässigkeit von Geliebten eingefordert wird, was immer auch geschehen sollte. Hierzu improvisierten die Produzenten ein Arrangement, veränderten die Bassläufe und schürften die Unterseite der Basstrommel für ein kratzendes Geräusch auf. Stand by Me gibt als Autoren Ben E. King und Elmo Glick an, wobei sich hinter letzterem Namen das Pseudonym für Leiber/Stoller verbarg. Angeblich hatte Jerry Leiber zusammen mit King den Text erarbeitet; zur Musik trug Mike Stoller die Basslinie ein. Nach anderen Varianten über die Entstehung des Songs will King den Song mehr oder weniger alleine auf der Basis eines alten Gospelsongs verfasst haben.

## Basslinie
Das Lied ist in A-Dur und hat für Strophe und Refrain nur eine einzige Akkordfolge, A-F#m-D-E-A. Die markante Bass-Linie auf dem Kontrabass wird ebenfalls durchgehend gespielt. An dieser Linie, die teilweise auch von den Streichern übernommen wird, ist das Lied sofort zu erkennen.

## Veröffentlichung
Die Single Stand by Me / On the Horizon kam im April 1961 mit der Katalog-Nr. Atco #6194 auf den Markt. Das Atco-Mutterlabel Atlantic Records hatte kein sehr großes Vertrauen in die Solokünste von Ben E. King und entschied sich zunächst für die Doc Pomus / Phil-Spector-Komposition First Taste of Love als A-Seite. Als jedoch das Airplay eindeutig Stand by Me favorisierte, stellte Atlantic die Single um. Es lohnte sich, denn Stand by Me blieb für vier Wochen auf dem ersten Rang der R&B-Charts und konnte bis auf Platz vier der Popcharts vordringen.
Für den ab 8. August 1986 in den US-Kinos gezeigten gleichnamigen Film, der auf einer Novelle von Stephen King (Die Leiche) beruhte, veröffentlichte Atlantic die Single 1986 neu. Ben E. Kings Lied wurde zum Titelsong des Films. In Deutschland lief der Film Stand by Me – Das Geheimnis eines Sommers ab 26. Februar 1987. Atlantic Records veröffentlichte deshalb im September 1986 Ben E. Kings Titel erneut und erreichte einen Rang neun der US-amerikanischen Popcharts. Kurze Zeit danach wurde Stand by Me auch in einer Werbung für Levi’s Jeans benutzt.

## Rezeption

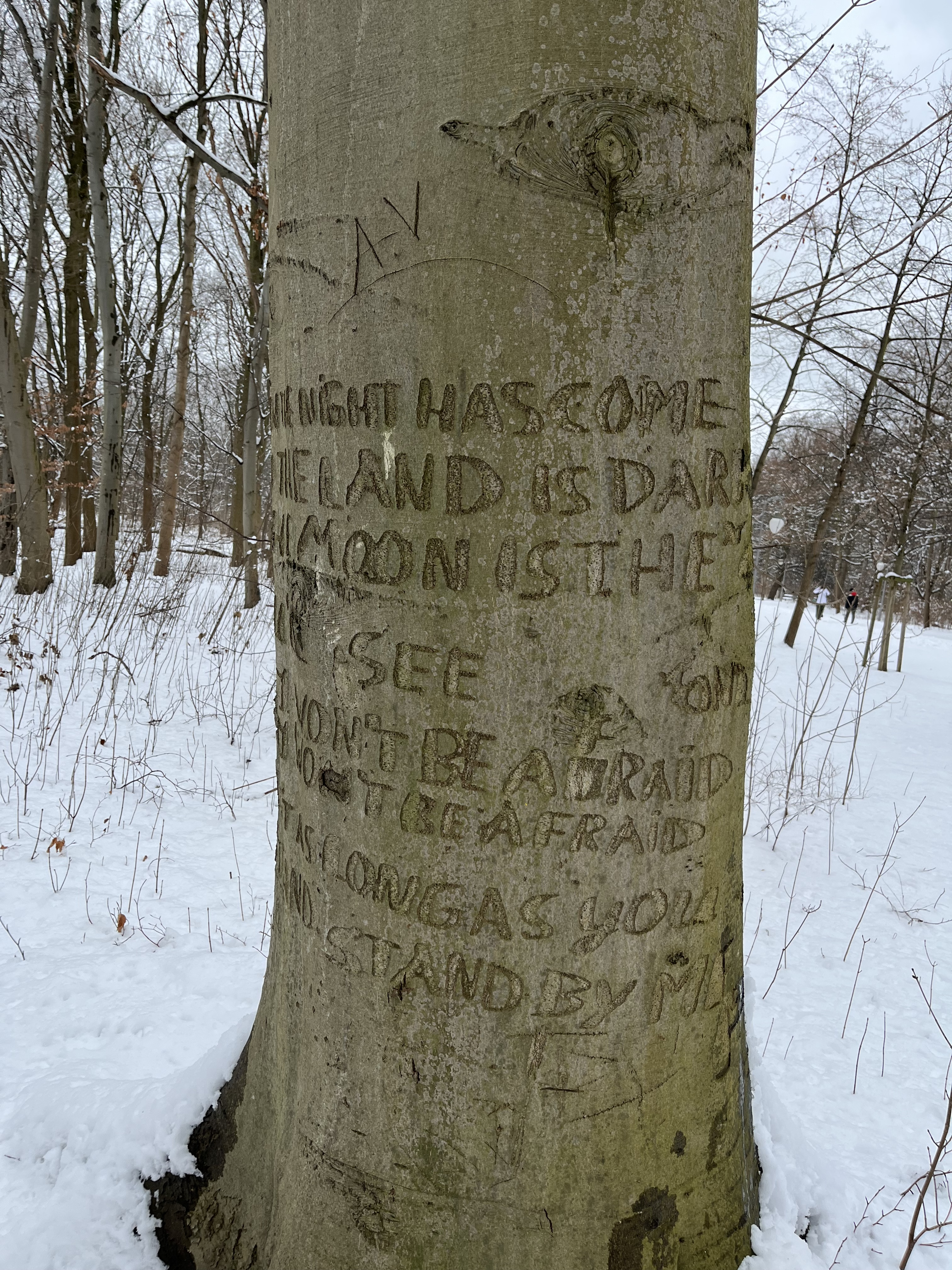
Vollständiger Liedtext in Baumrinde geritzt, Tiergarten Berlin, Februar 2025

Der Titel erhielt einen BMI-Award Stand by Me wird als Nummer 121 auf der Liste der 500 besten Songs aller Zeiten des Musikmagazines Rolling Stone geführt. 1999 nannte BMI Stand by Me das mit über 7 Millionen Darbietungen das am vierthäufigsten aufgeführte Lied im 20. Jahrhundert.
Stand-By-Me-Baum
Im Berliner Tiergarten befindet sich an der Kreuzung Großer Weg und Große Sternallee der sogenannte Stand-By-Me-Baum, in dessen Rinde vor vielen Jahren der gesamte Text eingeritzt wurde. 

## Kommerzieller Erfolg

### Chartplatzierungen
In Großbritannien avancierte Stand by Me, nach Wiederveröffentlichung im Februar 1987, zum Nummer-eins-Hit, hauptsächlich wegen des Jeans-Werbespots. Zum Zeitpunkt der Erstveröffentlichung erreichte es lediglich Rang 27. Darüber hinaus erreichte es nach der Wiederveröffentlichung diverse Top-10-Platzierung, so unter anderem in Deutschland mit Rang zwei, wo es sich nur Stay von Bonnie Bianco und Pierre Cosso geschlagen geben musste.
| ChartsChartplatzierungen       | Höchstplatzierung | Wochen |
| ------------------------------ | ----------------- | ------ |
| Deutschland (GfK)              | 2 (16 Wo.)        | 16     |
| Österreich (Ö3)                | 7 (6 Wo.)         | 6      |
| Schweiz (IFPI)                 | 3 (9 Wo.)         | 9      |
| Vereinigte Staaten (Billboard) | 4 (37 Wo.)        | 37     |
| Vereinigtes Königreich (OCC)   | 1 (21 Wo.)        | 21     |

| ChartsJahrescharts (1961)      | Platzierung |
| ------------------------------ | ----------- |
| Vereinigte Staaten (Billboard) | 63          |

| ChartsJahrescharts (1987)      | Platzierung |
| ------------------------------ | ----------- |
| Deutschland (GfK)              | 21          |
| Vereinigte Staaten (Billboard) | 67          |

### Auszeichnungen für Musikverkäufe
| Land/Region                  | Auszeichnungen für Musikverkäufe (Land/Region, Auszeichnung, Verkäufe) | Verkäufe  |
| ---------------------------- | ---------------------------------------------------------------------- | --------- |
| Dänemark (IFPI)              | Platin                                                                 | 90.000    |
| Italien (FIMI)               | Platin                                                                 | 100.000   |
| Japan (RIAJ)                 | Platin (Physisch) · + Gold (Digital)                                   | 200.000   |
| Kanada (MC)                  | Gold                                                                   | 50.000    |
| Neuseeland (RMNZ)            | 4× Platin                                                              | 120.000   |
| Vereinigtes Königreich (BPI) | 3× Platin                                                              | 1.800.000 |
| Insgesamt                    | 2× Gold · 10× Platin ·                                                 | 2.360.000 |

## Coverversionen

### 4 the Cause
Im März 1998 veröffentlichte die US-amerikanische Band 4 the Cause eine deutlich von der damaligen R&B-Szene beeinflusste Coverversion, welche hauptsächlich in Europa Erfolg feiern konnte und in der Schweiz Platz eins der Charts erreichte.

#### Chartplatzierungen
| ChartsChartplatzierungen       | Höchstplatzierung | Wochen |
| ------------------------------ | ----------------- | ------ |
| Deutschland (GfK)              | 2 (24 Wo.)        | 24     |
| Österreich (Ö3)                | 2 (19 Wo.)        | 19     |
| Schweiz (IFPI)                 | 1 (22 Wo.)        | 22     |
| Vereinigte Staaten (Billboard) | 82 (5 Wo.)        | 5      |
| Vereinigtes Königreich (OCC)   | 12 (12 Wo.)       | 12     |

| ChartsJahrescharts (1998) | Platzierung |
| ------------------------- | ----------- |
| Deutschland (GfK)         | 7           |
| Österreich (Ö3)           | 8           |
| Schweiz (IFPI)            | 10          |

#### Auszeichnungen für Musikverkäufe
| Land/Region        | Auszeichnungen für Musikverkäufe (Land/Region, Auszeichnung, Verkäufe) | Verkäufe |
| ------------------ | ---------------------------------------------------------------------- | -------- |
| Belgien (BRMA)     | Gold                                                                   | 25.000   |
| Deutschland (BVMI) | Platin                                                                 | 500.000  |
| Neuseeland (RMNZ)  | Platin                                                                 | 15.000   |
| Schweden (IFPI)    | Gold                                                                   | 15.000   |
| Schweiz (IFPI)     | Gold                                                                   | 25.000   |
| Insgesamt          | 3× Gold · 2× Platin ·                                                  | 580.000  |

### Weitere Coverversionen
Stand by Me wurde unzählige Male gecovert, darunter bereits 1962 von Adriano Celentano in italienischer Sprache (mit dem Titel Pregherò), von Muhammad Ali (der 1964 noch Cassius Clay hieß und den Song als B-Seite seiner Single I Am the Greatest im März 1964 herausbrachte), Otis Redding (April 1964), Earl Grant (Oktober 1965), Sonny and Cher (LP In Case You’re in Love, März 1967), John Lennon (LP Rock ’n’ Roll und Single, März 1975), Ry Cooder (LP Chicken Skin Music, Januar 1976), Narvel Felts (LP Doin’ What I Feel, Oktober 1976), Mickey Gilley (Mai 1980), Meat Loaf (Single Nowhere Fast, 1984), Maurice White (August 1985), Little Milton (Oktober 1995), Lemon Ice (Single, September 2006 und LP One, September 2007), Lemmy Kilmister 2009, Geeno Smith (Januar 2016), Florence + the Machine (August 2016), The Kelly Family (März 2017) und Weezer (2019). Auch Sean Kingston verwendete 2007 einige Takte für seinen Top-Hit Beautiful Girls.
| Jahr | Titel Interpretation      | Höchstplatzierung, Gesamtwochen/‑monate, AuszeichnungChartplatzierungen (Jahr, Titel, Interpretation, Platzierungen, Wochen/Monate, Auszeichnungen, Anmerkungen) | Höchstplatzierung, Gesamtwochen/‑monate, AuszeichnungChartplatzierungen (Jahr, Titel, Interpretation, Platzierungen, Wochen/Monate, Auszeichnungen, Anmerkungen) | Höchstplatzierung, Gesamtwochen/‑monate, AuszeichnungChartplatzierungen (Jahr, Titel, Interpretation, Platzierungen, Wochen/Monate, Auszeichnungen, Anmerkungen) | Höchstplatzierung, Gesamtwochen/‑monate, AuszeichnungChartplatzierungen (Jahr, Titel, Interpretation, Platzierungen, Wochen/Monate, Auszeichnungen, Anmerkungen) | Höchstplatzierung, Gesamtwochen/‑monate, AuszeichnungChartplatzierungen (Jahr, Titel, Interpretation, Platzierungen, Wochen/Monate, Auszeichnungen, Anmerkungen) | Anmerkungen                           |
| Jahr | Titel Interpretation      | DE | AT | CH | UK | US | Anmerkungen                           |
| ---- | ------------------------- | --- | --- | --- | --- | --- | ------------------------------------- |
| 1975 | Stand By Me John Lennon   | DE22 (12 Wo.)DE | AT19 (1 Mt.)AT | — | UK30 (7 Wo.)UK | US20 (9 Wo.)US | Erstveröffentlichung: 10. März 1975   |
| 1980 | Stand By Me Mickey Gilley | — | — | — | — | US22 (18 Wo.)US | Erstveröffentlichung: 1980            |
| 1985 | Stand By Me Maurice White | — | — | — | — | US50 (13 Wo.)US | Erstveröffentlichung: 1985            |
| 2006 | Stand by Me Lemon Ice     | DE11 (10 Wo.)DE | AT23 (10 Wo.)AT | — | — | — | Erstveröffentlichung: 6. Oktober 2006 |
| 2016 | Stand by Me Geeno Smith   | DE16 (8 Wo.)DE | — | — | — | — | Erstveröffentlichung: 14. März 2016   |